# Subconscious
Subconscious ist eine deutsche Death-Metal-Band mit Einflüssen aus dem Progressive Metal aus Sindelfingen. Bekanntheit erlangte Subconscious durch Auftritte auf der Main Stage des Summer-Breeze-Festivals 2006 sowie mit Sepultura, Holy Moses, Disbelief und God Dethroned. Die Band hat mehrere Alben bei Supreme Chaos Records und Gallery-Records im Vertrieb von Indigo veröffentlicht.

## Geschichte
Subconscious wurde 1990 von Jörn Langenfeld und Marc Tokai in Sindelfingen bei Stuttgart gegründet. Zu Anfang spielte die Band rohen Death Metal mit Grindcore-Einflüssen. Mit der Besetzung Marc Tokai (Gesang), Jörn Langenfeld (E-Gitarre), Andreas Ehms (E-Gitarre) und Thomas Guhl (Schlagzeug, vormals WIZO) folgte am 21. September 1991 das erste Konzert in einem Jugendclub in Maichingen bei Sindelfingen.
1992 wurde das Demo-Tape Carcrasher veröffentlicht, das die noch heute bestehende progressive Ausrichtung der Band bereits erkennen ließ. Nach weiteren Besetzungswechseln und zwei selbst produzierten Alben (Psychodiagnostics und Das Lexikon), spielte Subconscious 2005 mit God Dethroned und Cataract auf dem Zabbaduschder Festival.
Im Jahr 2005 erhielt die Band einen Plattenvertrag beim Label Supreme Chaos Records. Dort wurde 2006 das Album Irregular veröffentlicht, das in Kritiken positiv aufgenommen wurde. Folgende Gastmusiker steuerten dazu Solos bei: Rodrigo Boanta (Saidian), Andreas Weslowski (Crystal Crow) und Alexander Chuck Kübler.
Aufgrund der guten Kritiken für Irregluar spielte Subconscious 2006 auf der Main Stage des Summer-Breeze-Festivals. Auf dem Metallic Noise Festival spielte die Band zudem unter anderem mit Holy Moses und Disbelief. Im Jahr 2007 war Subconscious Vorgruppe von Sepultura in der Stadthalle Böblingen.
Mit Robert Ollech (E-Gitarre), der Thomas Pfänder (vormals Mystic Circle) ersetzte, nahm die Band 2008 das Album All Things Are Equal in Death auf, welches die weitere Entwicklung der Band hin zum Progressive Metal dokumentiert und ebenfalls bei Supreme Chaos Records erschien. Victor Smolski (Almanac, Rage) steuerte auf diesem Album ein Gitarren-Solo bei, weitere Gastmusiker waren Philipp Dürr (Jagga Bites Combo) und Rüdiger Fleck (Letter X, Rawhead Rexx).
Mit sieben Jahren Abstand zum Vorgänger-Album und einem erneuten Besetzungswechsel, mit Fabian Streich (ehemals Debauchery) an der zweiten E-Gitarre, veröffentlichte Subconscious das Album Veil bei „Gallery-Records“ im Vertrieb von Indigo. Das Cover-Artwork stammt von dem Stuttgarter Künstler Stefan Heilemann.
Der Bassist Rainer Huppers verließ 2015 die Band und wurde durch Gernot Schwab ersetzt, der zusammen mit Jörn Langenfeld seit 2016 auch bei May the Silence Fail spielt.
Mit Jörn Langenfeld, Fabian Streich, Gernot Schwab und Konrad Ponto veröffentlichte Subconscious 2020 das Album The Inevitable bei Gallery-Records/Indigo.
Im Jahr 2022 ersetzte Christian Eiberger an der Gitarre Fabian Streich, der aus gesundheitlichen Gründen die Band verließ.

## Stil
Subconscious um Frontmann Jörn Langenfeld – der auch Mitglied von Illuminate ist – spielt progressiven Death Metal in Anlehnung an Bands wie Death, Carcass, Atheist, Cynic und Meshuggah.

## Diskografie
- 1992: Carcrasher (Demo, Eigenproduktion)
- 1993: Psychodiagnostics (Album, Eigenproduktion)
- 1995: Das Lexikon (Album, Eigenproduktion)
- 2006: Irregular (Album, Label: Supreme Chaos Records, Vertrieb: Twilight)
- 2008: All Things Are Equal in Death (Album, Label: Supreme Chaos Records, Vertrieb: Soulfood)
- 2015: Veil (Album, Label: Gallery-Records, Vertrieb: Indigo)
- 2020: The Inevitable (Album, Label: Gallery-Records, Vertrieb: Indigo)